# KHII-TV
KHII-TV（チャンネル9）は、アメリカ・ハワイ州ホノルルにあるテレビ局で、マイネットワークTVの系列局としてハワイ諸島を放送対象としている。FOX/CWの二重系列であるKHON-TV（チャンネル2）と共に、ネクスター・メディア・グループによって所有されている。両局はホノルルのダウンタウンにあるハワイキ・タワー（Haiwaiki Tower）のスタジオを共有しているが、KHIIのメイン送信所は同州アクプにある。

## サテライト局
ハワイの他の主要なテレビ局と同様に、KHIIはハワイ諸島全体でサテライト局を運営し、大都市ホノルルの外で番組を再放送している。これらの局は、2009年のKGMB/KFVE施設交換までKGMBのサテライト局として機能し、その結果、両方の局がKFVEのサテライト局になった。ネクスターによる2019年の買収では、これらの局がKHIIのサテライトとして保持された。
| Station  | 放送地域免許 | チャンネルRF / VC | 放送開始日    | ERP   | HAAT             | 施設ID | 送信所座標                                                                | 送信所位置       | パブリックライセンス情報         |
| -------- | ------------ | ----------------- | ------------- | ----- | ---------------- | ------ | ------------------------------------------------------------------------- | ---------------- | -------------------------------- |
| KGMD-TV1 | ヒロ         | 9（VHF）9         | 1955年5月15日 | 2 kW  | 31 m (102 ft)    | 36914  | 北緯19度42分49秒 西経155度8分3秒 / 北緯19.71361度 西経155.13417度         | ダウンタウンの西 | ProfileTemplate:FCC-LMS-Facility |
| KGMV2    | ワイルク     | 24（UHF）9        | 1955年4月24日 | 77 kW | 755 m (2,477 ft) | 36920  | 北緯20度39分25.5秒 西経156度21分35.8秒 / 北緯20.657083度 西経156.359944度 | ハレアカラ山頂   | ProfileTemplate:FCC-LMS-Facility |

注釈：
- 1. KGMD-TVは1955年から1965年までコールサイン「KHBC-TV」を使用し、1965年から1976年までは「KPUA-TV」であった。
- 2. KGMVは、1955年の開局（及び1956年に「-TV」接尾辞を追加）から1976年まで「KMAU」というコールサインを使用した。1976年4月12日から9月28日までは「KGME-TV」だった。

## 歴史

### 初期の歴史
1988年2月7日に「KFVE」として開局し、市場で最後のVHF放送局としてチャンネル5で放送した。当初、KFVEは『ハワイ5-0』の再放送など、低予算の番組に重点を置いていた。後に「Hawaii is Watching us Grow（ハワイは私たちの成長を見守っている）」というあだ名の下で、映画とシンジケート番組に焦点を当て、1990年までにKMGT（チャンネル26、現：KAAH）から番組を取得した後、形式が宗教番組に切り替わった。小規模な独立局として、初期の存在の多くを通じて、低予算の番組と日本のテレビドラマ（その殆どは後にチャンネル20の独立局KIKUで放送された）に依存しなければならなかった。1993年に、別のローカル局であるKHNL（当時はプロビデンス・ジャーナル・カンパニーが所有するFOX系列局） がローカルマーケティング契約（LMA）を通じてKFVEの運用を引き継いだ時、全てが変わった。その後、KFVEはその事業をKHNLの施設に統合した。これは、国内で最初のローカル市場共有組織だった。KHNLが1990年代半ばに管理を引き継いだ後、ハワイ大学陸上競技の報道はKFVEに移り、KFVEは「The Home Team」と改称された。

### UPNとWBとの提携
1995年1月16日、KFVEは「K-5 UPN Hawaii」というブランド名でUPNのチャーター系列局になった。1998年12月28日、同局は副所属としてThe WBの番組を放送し始めた。以前は、The WBはKWHE（チャンネル14）でハワイ中に放送されていた。KFVEは、1999年12月31日にレイコム・メディアによって完全に買収された。レイコムはKHNLとLMAをKFVEと共に2ヶ月前にベロ・コーポレーションから購入していたが、FCCがテレビ局間の複占を許可し始めた後、KFVEのライセンスも取得した。
2002年9月2日、KFVEはUPNとの提携を解消し、The WBの主要な提携局になった。同局は「K-5, The Home Team: Hawaii's WB」とブランドを変更し、「Hawaii's WB」のブランドは主にThe WB番組のプロモーション広告で使用された。ホノルル市場では、UPN番組はKHON-TV（チャンネル2）とKGMB（当時はチャンネル9）に移行し、どちらも2002年9月から2004年10月まで同ネットワークとの二次的な提携を行った。

### マイネットワークTVとの提携
2006年3月7日、レイコム・メディアは、The WBとUPNの多くのレイコム所有系列局が関与するグループ契約の一環として、KFVEがマイネットワークTVと提携すると発表した（その統合と翌9月の閉局により、ハワイでKHON-TVのデジタルサブチャンネルと提携することになるCWテレビジョンネットワークが作成された）。KFVEは同年9月5日に正式にマイネットワークTVに加入し、The WBのプライムタイム番組の最後の2週間を放映しなかった (ただし、The WBの昼間と土曜日朝の番組は、同ネットワークの存在が終了するまで放映し続けた）。
2009年1月15日、ディレクTVは、アナログシャットダウンにより、KFVEをアナログからデジタル及び高解像度信号に移行した。KFVEのHDフィードは、不明な理由で同年1月16日にディレクTVから削除された。1月17日に、サテライト放送局の標準解像度のデジタルフィードが復元された。2012年2月29日、KFVEのHDフィードがディレクTVで復元された。
2009年8月18日、レイコム・メディアは、MCGキャピタル・コーポレーション（MCG Capital Corporation、CBS系列局KGMBの所有者）と、KGMB、KFVE、KHNLの運営が統合される共有サービス契約を結ぶことを発表した。SSAはまた、KFVEとその番組をPSIPチャンネル5からチャンネル9に移動し、MCGの所有下に置き、KGMBは9から5に移動し、レイコムの所有下に置かれた。FCCは施設IDの所有権のみを認識し、局のコールサインや知的財産は認識しないため、MCGキャピタルはスワップ中にKFVEの所有権を取得し、レイコムのKGMBの所有権を取得できる。KFVE の全体的な視聴率は、チャンネル5にあったが、施設 IDも取引された場合にKHNLとKGMBの間の複占を妨げる基準（これは、同じ市場での2つの放送局の所有権を、最も評価の高い4つの放送局のうちの1つと、上位4つの放送局以外の1つに制限する）から外れた。KFVEが5から9に移動し、放送上のブランディングを「K-5」から単に「KFVE」に変更したため、チャンネルスワップは2009年10月26日にSSAで有効になった。その結果、KFVEは現在、KGMBのライセンスの下で運営されている。2つの放送局は、離島のサテライトも交換した。2013年11月20日、MCGキャピタルはKFVEとそのサテライトを、トーマス・B・ヘンソンが所有し、他のいくつかの市場でレイコムとの共有サービスの複占パートナーであるアメリカン・スピリット・メディアに2,200万ドルで売却することを申請した。

### ネクスターへの売却
2018年6月25日、アトランタに本拠を置くグレイ・テレビジョンは、36億ドル相当の現金と株式の合併取引で、それぞれの放送資産（KHNL及びKGMBを含むレイコムの63の既存の所有および/または運営のテレビ局と、グレイの93のテレビ局で構成される）を前者の企業傘下に統合することで、レイコムと合意に達したと発表した。レイコムはホノルル市場で3つの放送局を運営しているため、FCCの所有規則に準拠するために、同社はKHNL、KGMBまたはKFVEのいずれかを別の放送局所有者に売却する必要があった。  
2018年11月1日、テキサス州アービングに拠点を置くネクスター・メディア・グループ（2017年1月からFOX系列のKHON-TVを所有している）は、アメリカン・スピリット・メディアからKFVEとサテライト局のKGMD-TV及びKGMVのライセンスを650万ドルで取得すると発表した。ネクスターは、取引書類がFCCに提出された日に発効した時間仲介契約を通じて、同時に放送局の運営を引き継いだことにより、レイコムは移行ベースでKFVEを含む特定の管理サービス（レイコムがTBAの下でスチュワードシップを保持する他の特定のサービスはカウントされない）の権利を転送した。この契約の下で、ネクスターはまた、KFVEの業務をピイコイ・ストリート（Piikoi Street）とワイマヌ・ストリート（Waimanu Street）のハワイキ・タワーにあるKHONのスタジオ施設に統合する予定である。ただし、レイコムはKFVE知的ユニット（コールレター、シンジケート及びローカル番組）の権利を保持し、KFVE-DT2のバウンスTV所属（KGMB-DT4に移動される）と同様に、KHNLまたはKGMBのいずれかのデジタルサブチャンネルに移行され、KFVEコールも、ブランディングの継続性のためにレイコムによって保持される。そのため、ネクスターは新しいコールレターをチャンネル9ライセンスに割り当てるだけでなく、レイコムが買収後に維持している番組を置き換える番組を取得する可能性がある（これには、KHONのThe CW系列のDT2フィードの番組をKFVEライセンスに移行すること、および/またはレイコムがKFVE知的財産取引に含めなかったマイネットワークTV所属の保持が含まれる可能性がある）。  
KFVEのネクスターへの売却は、12月17日にFCCによって承認され、グレイとレイコムの合併は3日後に承認された。
2019年1月17日、ネクスターは「KHII-TV」として放送局を再開すると発表した。マイネットワークTVへの所属を維持し、ローカル番組をハワイに持ち込むことに引き続き注力する予定であった。ブランド変更とコールサインの変更は、1月28日の販売完了と同時に行われた。同時に、KFVEの知的ユニットとシンジケート化された番組は、そのハワイ中心のスペシャルと共に、KHNL-DT2（チャンネル13.2）の2番目のデジタルサブチャンネルに移動し、そのケーブルチャンネルの位置をCharter Spectrum 5/1005から22/1022に変更した。「K5」のHDフィードは、当初からKHNL-DT2が480i 4:3標準解像度で放送されていたため、一時的にケーブル専用だった。2021年初頭の機器のアップグレードにより、サブチャンネルを720p 16:9高解像度にアップグレードすることができたが、「K5」のKSIX-DT2及びKOGG-DT2サイマル放送は引き続き標準画質で放映される。

## 番組
KHIIは、地元のスポーツやその他の特別イベントを放送するための臨時の先取を除いて、全てのマイネットワークTV番組をクリアする。KHII（KFVEとして）がかつてUPN及びThe WB番組で行ったように、これらのスポーツイベントを放送するためにマイネットワークTV番組を週末まで延期する。マイネットワークTVは1週間に10時間の番組を放送するため、シンジケート番組は、平日のスケジュールの大部分を占めており、特に日中はそうである。2009年のチャンネルスワップまで、KFVEは殆どの系列局とは異なり、「The X」というブランドと「MyNetworkTV WXSP」のロゴを使用するミシガン州グランドラピッズのWXSP-CAと同様の方法で、マイネットワークTVのロゴのみを使用して番組を宣伝していた。KFVEのローカルロゴは、ホームコメディの繰り返しやニュースを宣伝する場合など、他の全ての場合に使用された。
映画も週末午後のスケジュールの定期的な部分であり、KHIIの深夜と早朝の時間枠は、主にインフォマーシャルを特徴としている。また、年間100以上のハワイ大学のスポーツイベントを放送したため、国内で最も完全で包括的な大学スポーツパッケージの本拠地でもあった。KFVEが報道するスポーツには、サッカー、男子・女子バレーボール、男子・女子バスケットボール、野球、ソフトボール、女子サッカーが含まれる。KFVE（1994年以降）と姉妹放送局のKHNL（1984年から1993年まで）は、20年以上にわたってハワイ大学スポーツの本拠地だった。KFVEは2009年8月からペイ・パー・ビューでホームゲームを高解像度で放送し、ワヒネ・バレーボール、ウォリアー・バスケットボール、ウォリアー・フットボールをHDで放映した。ペイ・パー・ビューで放映されなかったイベントは、標準画質で放送された。
KFVEは、2011年5月15日にハワイ大学の最後のスポーツイベントを、サンノゼ・ステート・スパルタンズとの野球の試合で放送した。同年8月、オセアニック・ケーブル（Oceanic Cable）は新しい地域のスポーツネットワークであるOCスポーツ・チャンネル（OC Sports Channel、チャンネル12で放送）でハワイ大学のスポーツの夕べを放送し始めました。2012年1月、KFVEは2つのパック＝ウェスト・カンファレンス（Pac-West Conference）バスケットボールゲームをHDで放送し、両方のコンテストでホームチームとしてハワイ・パシフィック大学を取り上げた。
現在、ローカル及びシンジケート番組用に予約されている通常の19:00から21:00までの時間帯ではなく、20:00から22:00までマイネットワークTVのプライムタイム番組編成ブロックを放送している（KHIIは19:00にKHONによって制作されたローカルニュース番組を放映する）。
2015年1月、KFVEは週末のラインナップに韓国ドラマを追加し、日曜日14:00から17:00まで放送した。これらは、KBFDに続いて、ハワイで韓国語番組を放送する2番目の放送局になった。

### ニュース放送
1995年4月17日、KHNLは21:00にKFVEで同時放送されるプライムタイムのニュース番組の制作を開始した。このニュース放送は、KHNLがFOXからNBCに切り替えた後、21:00のニュース放送を終了したため、独立した番組だったが、1997年8月3日に終了された。2004年10月18日、KHNLは再びKFVEのプライムタイムのニュース番組の制作を開始した。KFVEは市場で唯一、FOX系列の KHON-TVが22:00に深夜のニュース番組を放送するため、21:00に深夜のニュース番組を放送した。ただし、KHON-TVは2014年に21:00のニュース番組を追加した。KHNLによるKFVEのニュース放送の制作は2008年1月7日に拡大され、当時のチャンネル5が18:30に夕方のニュース放送を開始した。同年の後半の12月22日に、KHNLはローカルニュース番組を高解像度で放送し始め、KFVEのニュース番組がアップグレードに含まれた。
共有サービス契約により、2009年10月26日にKHNLのニュースルームがKGMBと合併し、2つのニュース番組の同時放送が開始された時に、KHNLの放送スタッフの4人を除く全てのメンバーと、KHNLの朝の番組の全ての技術者が解雇された。KFVEは、KHNLとKGMBの間でSSAが形成される前に行っていた18:30と21:00のニュース放送を維持しているが、SSAは、KGMBが7:00から8:00まで1時間延長された『ハワイ・ニュース・ナウ:サンライズ（Hawaii News Now: Sunrise）』を放送し続けているため、この時間枠で放送されるのは1時間だけである平日8:00から9:00までの1時間の朝のニュース番組を追加した。2つの主要なネットワーク姉妹局のいずれからも、ニュース放送の同時放送はない。
KHIIへの切り替えの一環として、2019年1月28日、KHONの朝のニュース番組『Wake Up 2day』と、KHONが制作した平日19:00の1時間のニュース番組の同時放送を開始した。5日後の同年2月2日、KHONの18:00と22:00の週末のニュース番組の同時放送を開始した。

#### 注目の現役スタッフ
- オージー・T（英語版）

## 技術情報

### サブチャンネル
| チャンネル | 解像度 | アスペクト比 | ショートネーム | 番組編成                          |
| ---------- | ------ | ------------ | -------------- | --------------------------------- |
| 9.1        | 1080i  | 16:9         | KHII-DT        | KHIIの主要番組/マイネットワークTV |

### アナログからデジタルへの変換
KHII-TV（KFVEとして）は、ハワイのフルパワーのテレビ局がアナログ放送からデジタル放送に移行した日である2009年1月15日（アメリカ本土の放送局の移行日である6月12日の6ヶ月前）、VHFチャンネル5を介して、アナログ信号での通常の番組を終了しました。局のデジタル信号は移行前のUHFチャンネル23のままで、PSIPを使用して仮想チャンネルを以前のVHFアナログチャンネル5として表示した。KGMBとのチャンネル交換に続いて、同局のデジタルチャンネルはUHFチャンネル22に、仮想チャンネルは9に切り替えられた。